# George Zweig
George Zweig (30 de maig de 1937, Moscou, Unió Soviètica) és un físic de partícules i neurobiòleg d'origen rus i nacionalitzat estatunidenc. El 1964 publicà una model de constitució de la matèria on els constituents bàsics eren els que ell anomenà asos i que equivalen als quarks postulats pel físic nord-americà Murray Gell-Mann el mateix any.

## Vida
Els pares de Zweig eren jueus austríacs i es mudaren d'Alemanya, on vivien, a la Unió Soviètica a principis del 1933, després de l'ascens d'Adolf Hitler a Canceller d'Alemanya. El seu pare era enginyer d'estructures i aconseguí un contracte de cinc anys amb el govern soviètic per ajudar-los a preparar-se per a una guerra amb Alemanya, que considerava inevitable. Allà hi nasqué George el 1937 i adquirí la nacionalitat soviètica. Quan acabà el contracte, la família retornà a Viena, d'on era originari el pare, amb l'esperança de convèncer els avis perquè marxessin cap a Amèrica. Poc després de l'Anschluss (annexió d'Àustria al Tercer Reich), el març de 1938, la família emigrà als Estats Units, establint-se a Detroit, gràcies a la intervenció personal dels dos senadors de l'estat de Michigan, Vandenberg i Brown. Malgrat els seus esforços, el Departament d'Estat dels Estats Units no admeté els avis i foren enviats a Riga, Letònia, el 26 de gener de 1942, on foren assassinats pels nazis. El mateix any la família aconseguí la nacionalitat estatunidenca
Zweig estudià matemàtiques a la Universitat de Michigan, on s'hi graduà el 1959. Després anà a l'Institut Tecnològic de Califòrnia, Caltech, on s'hi doctorà en física el 1963 sota la direcció de Richard Feynman, amb la tesi Two Topics in Elementary Particle Physics: The Reaction [Photon-neutron Going to Pion-nucleon] at High Energies. K Leptonic Decay and Partially Conserved Currents. Al Caltech hi conegué Murray Gell-Mann, però aquest el 1962 es traslladà al Massachusetts Institut of Technology, MIT, i perderen el contacte. Acabat el doctorat realitzà una estada al CERN (ara Organització Europea per a la Recerca Nuclear), a Ginebra, Suïssa. El 1964 retornà al Caltech i hi aconseguí una plaça de professor el 1967. El 1983 es traslladà al Laboratori Nacional Los Alamos, Nou Mèxic. El 1985 fundà la companyia Signition, Inc.

## Obra

Octet bariònic. Els barions estan classificats en funció de la càrrega elèctrica Q i de l'estranyesa S.

La contribució més important de Zweig a la física fou el model que presentà al CERN el 1964 sobre la força nuclear forta i els constituents bàsics de la matèria. Murray Gell-Mann i Yuval Ne'eman, independentment, havien descobert el 1961 una classificació de les partícules (hadrons) que, a més dels protons i neutrons ja coneguts pel fet de constituir la matèria ordinària, s'havien descobert amb els experiments als acceleradors de partícules. Aquesta classificació fou anomenada "via òctupla" per Gell-Mann, per la classificació amb diagrames on les partícules quedaven situades en el vèrtex d'un hexàgon més dues al mig, formant un octet. Per explicar aquestes simetries, Zweig proposà un model basat en el grup de simetria SU(3) en el que considerava que els hadrons estaven constituïts per vàries partícules elementals, que anomenà asos (suposà que n'hi havia quatre, igual que el nombre conegut aleshores de leptons, i agafà el nom as que té la carta u de cada coll de cartes), cada un amb càrrega elèctrica fraccionària i que coincidiren amb els quarks que, de forma independent, proposà Gell-Mann el mateix any. Al mateix temps, va proposar la coneguda Regla OZI per a explicar certs decaïments suprimits d'hadrons.
Zweig canvià la física de partícules per la neurociència als anys 70. La investigació de Zweig se centrà en estudiar què passa quan els sons entren a l'oïda i com són els mapes del cervell en les dimensions espacials de l'escorça cerebral. Entre els seus èxits es troba el descobriment el 1975 de la transformada ondulada contínua, un mecanisme de processament dels senyals anomenat originalment transformació coclear, i la creació d'un model actiu de mecànica coclear (1987).